# Opština (Černá Hora)

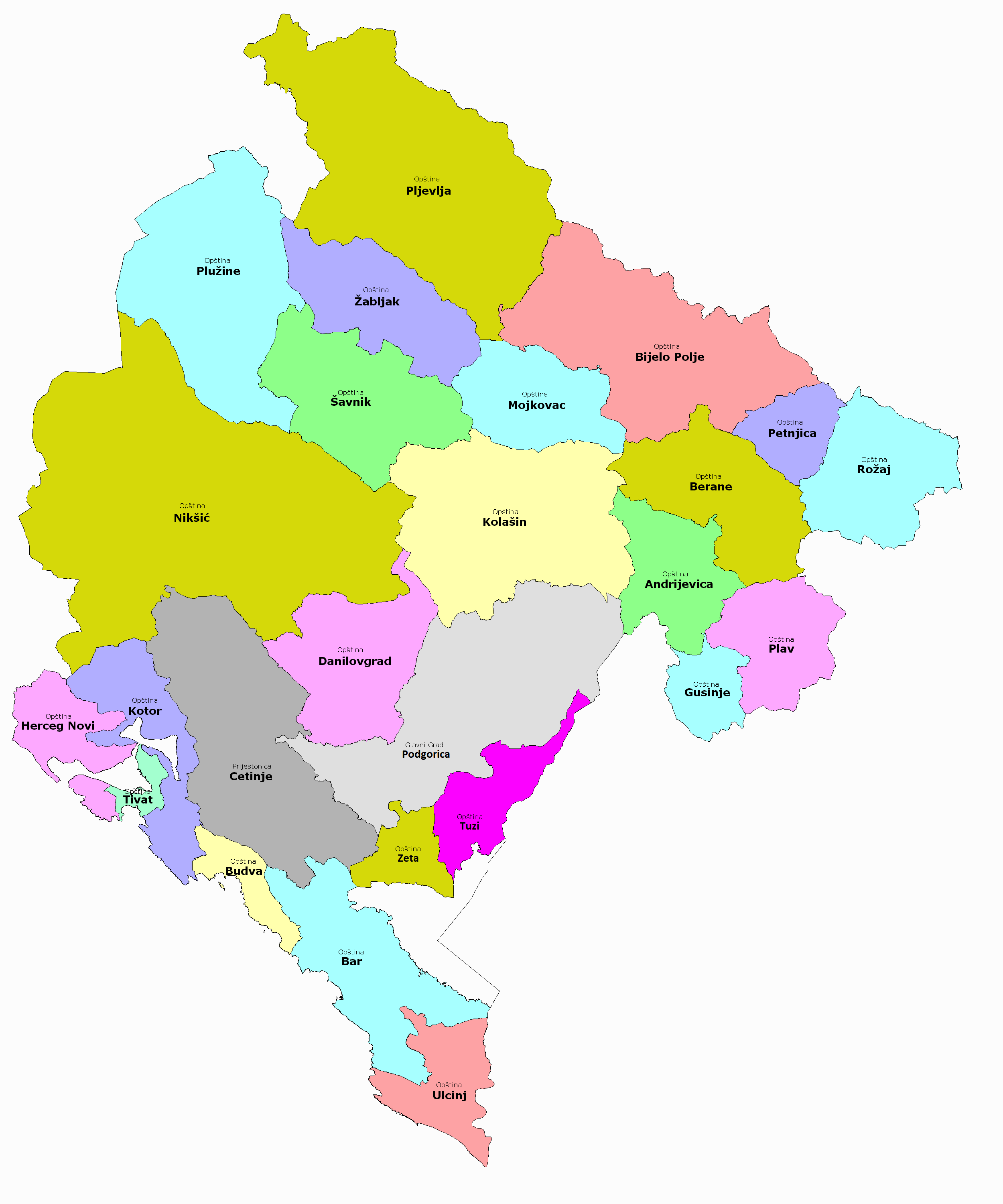
Obce Černé Hory

Černá Hora se administrativně člení na 25 samosprávných měst a obcí (srbsky opština):
- Andrijevica
- Bar
- Berane
- Bijelo Polje
- Budva
- Cetinje
- Danilovgrad
- Gusinje
- Herceg Novi
- Kolašin
- Kotor
- Mojkovac
- Nikšić
- Petnjica
- Plav
- Plužine
- Pljevlja
- Podgorica
- Rožaje
- Šavnik
- Tivat
- Tuzi
- Ulcinj
- Zeta (hlavní město Golubovci)
- Žabljak